# Villadia minutiflora
Villadia minutiflora es una especie de la familia de las crasuláceas, comúnmente llamadas, siemprevivas, conchitas o flor de piedra (Crassulaceae), dentro del orden Saxifragales en lo que comúnmente llamamos plantas dicotiledóneas, aunque hoy en día se agrupan dentro de Magnoliopsida. El nombre del género fue dado en honor al Dr. Manuel Villada (1841 – 1924), quien fuera médico, botánico y editor de la revistas “La Naturaleza”, la especie V. minutiflora, hace referencia al tamaño pequeño de las flores.

## Clasificación y descripción
Planta de la familia Crassulaceae. Planta perenne con base frutescente o leñosa, con numerosas ramas erectas o ascendentes, ásperas, con líneas de papilas, de 1-2 dm de alto; hojas numerosas, pubescentes, lineares o cilíndricas, obtusas, espolonadas, de 6-10 mm de largo. Inflorescencia en espiga abierta, racimo o tirso abierto, flores sésiles o subsésiles, sépalos de 1-2 mm de largo, corola blanca de 3 mm de longitud, con corto tubo; ovario erecto, corto, estilos cortos algo extendidos y a veces ganchudos. Cromosomas n= 21.

## Distribución
Endémica de México en el estado de Oaxaca. Localidad tipo: Oaxaca: Sierra San Felipe, Coxcatlán.

## Ambiente
No se tienen datos sobre sus afinidades ecológicas.

## Estado de conservación
No se encuentra catalogada bajo algún estatus o categoría de conservación, ya sea nacional o internacional.